# Crayola
Crayola LLC – amerykańskie przedsiębiorstwo produkujące artykuły piśmienne i biurowe dla dzieci oraz zabawki. Głównym produktem wytwarzanym przez firmę są kredki, sprzedawane pod marką Crayola, których produkcja rozpoczęła się w 1903 roku.
Przedsiębiorstwo zostało założone w 1885 roku pod nazwą Binney & Smith przez Edwina Binneya i C. Harolda Smitha, którzy przejęli należącą do Josepha Binneya (ojca Edwina) fabrykę barwników. W 1902 roku spółka została oficjalnie zarejestrowana. Od 1984 roku firma należy do przedsiębiorstwa Hallmark Cards. W 2007 roku nazwa przedsiębiorstwa została zmieniona na obecną – Crayola LLC.
Siedziba przedsiębiorstwa znajduje się w Easton, w stanie Pensylwania.